# It's About Time (Jonas Brothers)
It's About Time è l'album di debutto della band Jonas Brothers, pubblicato l'8 agosto 2006.

## Tracce
1. What I Go To School For – 3:34 (James Bourne, Matt Willis) – Originariamente interpretata dai Busted
2. Time for Me to Fly – 3:05 (Nick Jonas, Kevin Jonas I, Kevin Jonas, Joe Jonas, PJ Bianco)
3. Year 3000 – 3:21 (James Bourne) – Originariamente interpretata dai Busted
4. One Day At A Time – 3:55 (Nick Jonas, Joe Jonas, Kevin Jonas, Michael Mangini, Steve Greenberg)
5. 6 minutes – 3:06 (Joe Belmaati, Kenny Gioia, M. Hansen, Rich Cronin, Sheppard) – Originariamente interpretata dagli LFO
6. Mandy – 2:48 (Joe Jonas, Nick Jonas, Kevin Jonas)
7. You Just Don't Know It – 3:38 (Nick Jonas, Joe Jonas, Kevin Jonas, Desmond Child)
8. I Am What I Am – 2:10 (Adam Schlesinger)
9. Underdog – 3:16 (Nick Jonas, Joe Jonas, Kevin Jonas, Jess Cates, Stargate)
10. 7:05 – 3:48 (Nick Jonas, Joe Jonas, Kevin Jonas, Michael Mangini)
11. Please Be Mine – 3:14 (Nick Jonas, Joe Jonas, Kevin Jonas)

## Classifiche
| Classifiche (2006) | Posizione massima |
| ------------------ | ----------------- |
| Stati Uniti        | 91                |